# Takuya Kakine
Takuya Kakine (垣根 拓也 Kakine Takuya?, nacido el 3 de octubre de 1991 en Shiga) es un futbolista japonés que se desempeña como centrocampista.

## Trayectoria

### Clubes
| Club              | País  | Año         |
| ----------------- | ----- | ----------- |
| FC Machida Zelvia | Japón | 2014 - 2015 |
| Grulla Morioka    | Japón | 2016 - 2017 |
| Fujieda MYFC      | Japón | 2018 - 2019 |
| Blaublitz Akita   | Japón | 2019 - 2020 |
| FC Kagura Shimane | Japón | 2020 - 2023 |
| Vonds Ichihara    | Japón | 2023 -      |

## Estadística de carrera

### J. League
| Club              | Año   | J. League | J. League | Copa J. League | Copa J. League | Total | Total |
| Club              | Año   | Part.     | Goles     | Part.          | Goles          | Part. | Goles |
| ----------------- | ----- | --------- | --------- | -------------- | -------------- | ----- | ----- |
| FC Machida Zelvia | 2014  | 2         | 0         | -              | -              | 2     | 0     |
| FC Machida Zelvia | 2015  | 1         | 0         | -              | -              | 1     | 0     |
| Grulla Morioka    | 2016  | 18        | 1         | -              | -              | 18    | 1     |
| Grulla Morioka    | 2017  | 24        | 2         | -              | -              | 24    | 2     |
| Total             | Total | 45        | 3         | 0              | 0              | 45    | 3     |